# Berimbau

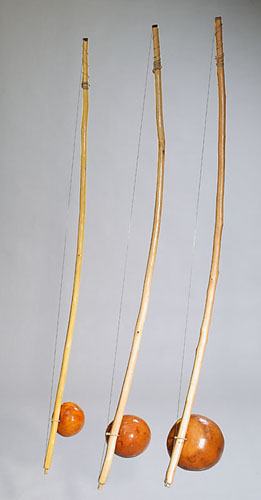
3 berimbaus

Een berimbau is een Braziliaans muziekinstrument dat veel gebruikt wordt bij de vechtsport capoeira. Het instrument is waarschijnlijk afkomstig uit Afrika. Daar vindt men nog andere gelijkaardige instrumenten.
De berimbau (spreek uit: beerembau) bestaat uit een stok, vaak gemaakt van beribahout, een ijzeren snaar, meestal van een autoband, en een uitgeholde kalebas. Door ritmisch met een stokje tegen de snaar aan te slaan ontstaat een zingend geluid. De muzikant kan de toonhoogte beïnvloeden door een steentje of een munt tegen de snaar aan te houden en daarmee de lengte van het trillende gedeelte te verkleinen. Door de kalebas tegen de buik aan te drukken of hem er vanaf te houden wordt de galm bepaald.
De berimbau is tegenwoordig een symbool van de Braziliaanse cultuur. Het is vaak geschilderd in felle kleuren naar de smaak van de inwoners van Brazilië. Toeristen houden echter meer van de authentieke uitvoering. Deze is eenvoudig gedecoreerd en is afgewerkt met een kleurloze laklaag.